# Giles New
Giles New ist ein britischer Schauspieler und Drehbuchautor.

## Leben
1999 und 2001 schrieb er erste Drehbücher zu Serien. Ab 1998 war er selbst als Schauspieler zu sehen. Erweiterte Bekanntheit erlangte New im Piratenabenteuer Fluch der Karibik. Dort spielte er mit Größen wie Johnny Depp, Orlando Bloom, Keira Knightley und Geoffrey Rush. Auch in den Fortsetzungen Pirates of the Caribbean – Am Ende der Welt und Pirates of the Caribbean: Salazars Rache spielte er erneut seine Rolle, einen tollpatschigen englischen Soldaten.

## Filmografie (Auswahl)
- 1998: The Bill (Fernsehserie, 1 Folge)
- 2001: Mr Charity (Fernsehserie, 1 Folge)
- 2003: Fluch der Karibik (Pirates of the Caribbean: The Curse of the Black Pearl)
- 2004: My Family (Fernsehserie, 1 Folge)
- 2005: The Robinsons (Fernsehserie, 1 Folge)
- 2006–2011: EastEnders (Seifenoper)
- 2007: Pirates of the Caribbean – Am Ende der Welt (Pirates of the Caribbean: At World’s End)
- 2007: The Whistleblowers (Fernsehserie, 1 Folge)
- 2008: Seared
- 2009: Die Girls von St. Trinian 2 – Auf Schatzsuche (St Trinian’s 2: The Legend of Fritton’s Gold)
- 2010: Rock & Chips (Fernsehserie, 1 Folge)
- 2012: Merlin – Die neuen Abenteuer (Merlin, Fernsehserie, 1 Folge)
- 2017: Pirates of the Caribbean: Salazars Rache (Pirates of the Caribbean: Dead Men Tell No Tales)